# Route nationale 195
Die Route nationale 195, kurz N 195 oder RN 195 war ab 1836 eine französische Nationalstraße auf Korsika.
Die Nationalstraße führte von Sagone in den Forêt d’Aitone und endete dort an der Forststraße 9, die heute als Departementsstraße 84 beschildert ist. Die 31 Kilometer lange Straße wurde 1973 abgestuft. Mittlerweile gibt es die Planung für eine Westumgehung von Bastia, welche als N 195 bezeichnet wird.